# Rozadío
Rozadío es un núcleo de población del municipio cántabro de Rionansa (España). En 2008 tenía 70 habitantes, según el INE. Se encuentra a 219 m de altitud y a cuatro kilómetros de Puentenansa, la capital municipal. En esta localidad, sobre el río Nansa, hay una central hidroeléctrica perteneciente a Saltos del Nansa S.A. y que tuvo gran actividad en los años 70 y 80 del siglo XX. También existe un coto de pesca, pues en este río siempre se han pescado tanto el salmón como la trucha. Celebra las festividades de Santiago Apóstol (25 de julio) y de Santa Ana (26 de julio).
Cuenta con una casona, una capilla dedicada a Santa Ana y un puente que cruza el Nansa. Todas estas construcciones datan del siglo XVII.
- Datos: Q6113052